# 奧爾德里奇峰
72°27′S 167°24′E / 72.450°S 167.400°E
奧爾德里奇峰（英語：Aldridge Peak）是南極洲的山峰，座標72°27′S 167°24′E / 72.450°S 167.400°E，位於維多利亞地的博克格雷溫克海岸，處於希爾菲爾德冰川和特拉法爾加冰川之間，屬於勝利山脈的一部分，海拔高度2,290（7,510英尺）。